# Деревенская церковь в Вяарямяки
Деревенская церковь в Вяaрямяки (фин. Väärämäen kyläkirkko) —  это собранное из четырех военных казарм церковное здание в деревне Виллала на территории бывшего муниципалитета Кесялахти в Китеэ. 
Эта церковь изначально была построена в центре прихода Кесялахти, где служила временной приходской церковью  с 1943 по 1950 год, поскольку основная церковь прихода, построенная в 1830-х годах, была разрушена в самом начале июля 1941 года во время Советско-финской войны (1941-1944). Строительство новой приходской церкви было закончено в 1950 году, и в 1955 году здание временной церкви перенесли из центра Кесялахти на свое нынешнее место к кладбищу Вяарямяки.
Церковные колокола перенесены сюда из церкви в Яккима. Алтарная картина церкви «Вознесение Иисуса» кисти Александры Солтин была привезена сюда из церкви Саккола. Сюжет алтарной картины повторяет сюжет алтарной картины сгоревшей во время бомбежки церкви Кесялахти.
Приблизительно раз в месяц в церкви проходят мессы. Вместительность церкви около 150 человек.
- Деревенская церковь в Вяарямяки
- Алтарная картина церкви «Вознесение Иисуса»